# Nadaun
Nadaun is een nagar panchayat (plaats) in het district Hamirpur van de Indiase staat Himachal Pradesh.

## Demografie
Volgens de Indiase volkstelling van 2001 wonen er 4.405 mensen in Nadaun, waarvan 51% mannelijk en 49% vrouwelijk is. De plaats heeft een alfabetiseringsgraad van 80%.